# David Markson
David Markson, né le 20 décembre 1927 à Albany dans l’État de New York et mort le 4 juin 2010 à Greenwich Village sur l'île de Manhattan à New York, est un écrivain américain, auteur de roman policier et de western.

## Biographie
Il fait des études à l'université Columbia jusqu'en 1952. Il est journaliste au Times Union de 1944 à 1946, puis, après avoir effectué son service militaire, de 1948 à 1950. Il travaille dans le monde de l'édition jusqu’en 1956 avant de se consacrer à l'écriture.
En 1959, il commence avec Épitaphe pour une garce (Epitaph for a Tramp), une série de trois romans consacré à Harry Fannin, détective privé à Greenwich Village. En 1965, il publie un western parodique The Ballad of Dingus Maggee, adapté en 1970 sous ce même titre dans une réalisation de Burt Kennedy, avec Frank Sinatra.
Proche de Malcolm Lowry, il publie en 1978 un essai sur cet auteur britannique, Malcolm Lowry’s Volcano.

## Œuvre

### Romans

#### SérieHarry Fannin
- Epitaph for a Tramp, 1959 (autre titre Fannin)
  - Épitaphe pour une garce, Série noire no 1510, 1972
- Epitaph for a Dead Beat, 1961
- Miss Doll, Go Home, 1965

#### Autres romans
- The Ballad of Dingus Maggee, 1965
- Going Down, 1970
- Springer's Progress, 1977
- Wittgenstein's Mistress (en), 1989
  - La maîtresse de Wittgenstein, Éditions P.O.L, 1991
- This Is Not a Novel, 2001
  - Arrêter d'écrire, Collection Lot 49, Le Cherche midi, 2007
- Vanishing Point, 2004
- The Last Novel (en), 2007
- Reader's Block, 2012

### Nouvelles
- White Apache, 1956
- Old for the Star, 1958
- The Frat House Floozy, 1958
- The 14-Day Ordeal of Seaman Bourget, 1959
- Return to Tuesday Street, 1965
- The Intruder, 1965

### Anthologie
- Great Tales of Old Russia, 1956

### Essai
- Malcolm Lowry’s Volcano, 1978

## Filmographie

### Adaptation
- 1970 : Un beau salaud (Dirty Dingus Magee), film américain réalisé par Burt Kennedy, adaptation du roman Dirty Dingus Magee, avec Frank Sinatra

### En qualité de scénariste
- 1972 : L'Apache (Cry for Me, Billy), film américain réalisé par William A. Graham

## Sources
- Claude Mesplède, Les années "Série noire" bibliographie critique d'une collection policière, t. 4 : 1972-1982, Amiens, Encrage, coll. « Travaux » (no 25), 1995, 318 p. (ISBN 978-2-906389-63-2), p. 14.
- Claude Mesplède et Jean-Jacques Schleret, SN, voyage au bout de la Noire : inventaire de 732 auteurs et de leurs œuvres publiés en séries Noire et Blème : suivi d'une filmographie complète, Paris, Futuropolis, 1982 (OCLC 11972030), p. 263-264